# Antoni Kuśka
Antoni Kuśka (7 lutego 1940 w Rybniku, zm. 27 listopada 2010 w Warszawie) – polski entomolog, koleopterolog, profesor Akademii Wychowania Fizycznego im. Jerzego Kukuczki w Katowicach i Uniwersytetu Śląskiego w Katowicach, długoletni kierownik Katedry Nauk Biologicznych i Zakładu Biologii i Ekologii katowickiej AWF.
Pracę magisterską obronił w 1963, doktoryzował się w 1977 na Uniwersytecie Jagiellońskim, a habilitował w 1996 na Polskiej Akademii Nauk w Krakowie. Profesorem nadzwyczajnym został w 1999 na AWF w Katowicach.
Był dyrektorem I Liceum Ogólnokształcącego im. Stanisława Staszica w Jastrzębiu-Zdroju. Jako jeden z ekspertów pracował nad ukształtowaniem jastrzębskiego Parku Zdrojowego. Publikował prace z zakresu koleopterologii i ochrony przyrody. Opublikował 74 prace, w tym 40 oryginalnych opracowań naukowych, w tym m.in. monografie: Cantharidae Polski oraz Omomiłki (Coleoptera, Cantharidae): Cantharinae i Silinae Polski. Opisał kilka nowych gatunków chrząszczy na podstawie materiału pozyskanego z bursztynu. Jego prywatna kolekcja Curculionidae i Cantharidae obejmowała około 15.000 egzemplarzy i została przekazana częściowo do Muzeum Górnośląskiego w Bytomiu.
Pozostawał wieloletnim członkiem Polskiego Towarzystwa Entomologicznego (m.in. przewodniczącym sądu koleżeńskiego, jak i przewodniczącym Sekcji Koleopterologicznej). Był współzałożycielem i długoletnim członkiem Śląskiego Towarzystwa Entomologicznego.
Uległ wypadkowi w nocy z 26 na 27 listopada 2010, podczas naukowego pobytu w Warszawie. Zmarł na skutek będących jego następstwem powikłań. Jego pogrzeb odbył się 3 grudnia 2010 na cmentarzu komunalnym w Jastrzębiu (Ruptawa).

## Odznaczenia
Otrzymał m.in.:
- Złoty Krzyż Zasługi (1985),
- Medal „Za Zasługi dla Rozwoju Polskiego Towarzystwa Entomologicznego” (1998),
- Złotą Odznakę Polskiego Towarzystwa Entomologicznego (2004)[1].